# Kralendijk-Stadion
Das Kralendijk-Stadion ist ein Fußballstadion mit Leichtathletikanlage in Kralendijk, dem Hauptort von Bonaire, einer zu den Niederlanden gehörenden Insel in der Karibik. Es bietet Platz für rund 3000 Zuschauer und ist die Heimstätte des mehrfachen Meisters SV Juventus sowie der bonairischen Fußballnationalmannschaft. Das Spielfeld besteht aus Kunstrasen.
Auf der südlichen Längsseite des Platzes befindet sich eine überdachte Sitzplatztribüne. Auch Baseball (niederländisch Honkbal) wird hier gespielt, der beliebteste Sport auf Bonaire.